# Лука Ослеков
Лука Ненчов Ослеков е копривщенски гимназиален директор и училищен инспектор, географ и автор на голямо и обширно историческо, географско, етнографско и стопанско описание на гр. Копривщица.
Лука Ослеков е син на копривщенкото семейство на абаджията Ненчо Ослеков и Рада Ганчова. Баща му загива като участник в Априлското въстание.
В своите изследвания по миналото на Копривщица Лука Ослеков намира, че къщите на копривщенци са строени „по типа на гръцките къщи, що са из пловдивските тепета“.
Синът на Лука, Нестор е един от първите учителствали в училището „Георги Измирлиев“ в град Благоевград, след което ръководи инспектората по образованието в региона.